# Obligation scolaire en Alsace-Moselle
Le 18 avril 1871, avant même la signature du traité de Francfort, le comte Friedrich Alexander von Bismarck-Bohlen, gouverneur général d'Alsace-Lorraine, institue l'obligation scolaire (die Schulpflicht).
Cet enseignement se faisait en allemand (en français dans les communes francophones) de 6 à 14 ans pour les garçons et de 6 à 13 ans pour les filles. Cette différence entre les sexes fut tout de suite critiquée par le clergé protestant ; « Sommes-nous en Orient ? » se demandait en janvier 1872 l'inspecteur ecclésiastique de la Petite-Pierre. Et les pasteurs avaient l'ordre de tout faire pour favoriser le maintien des filles à l'école jusqu'à quatorze ans. Chez les catholiques au contraire on jugeait souvent que la limite de quatorze ans pour les garçons était trop élevée et on aurait voulu l'abaisser à douze ans ; l'abbé Grosse parlait de « la prolongation démesurée de l'obligation scolaire ». L'abbé Winterer, député au Reichstag, disait d'ailleurs en le regrettant : « J'ai constaté que les dépenses faites pour l'instruction publique dépassaient de beaucoup celles de tout autre pays d'Europe ».
L'opposition à cette loi fut évidemment très vive dans le monde agricole où les travaux d'été réclamaient l'aide des garçons tandis que dans les familles catholiques surchargées d'enfants la fille aînée devait souvent rester à la maison pour garder ses jeunes frères et sœurs. Souvent l'administration baissait les bras : « Que puis-je faire ? » soupirait le maire de Rohr.
La date de référence était le 30 septembre. Cela signifiait qu'un enfant qui atteignait l'âge de sortie après cette date devait théoriquement encore une année de scolarité alors que des camarades de la même classe d'âge pouvaient quitter l'école et entrer dans la vie active. Mais en pratique, on accordait des dispenses à cette règle. La mise en application de l'ordonnance fut effective dès la rentrée de Pâques 1871.
Dans chaque commune fut créé un Conseil scolaire (Ortschulvorstand) où siégeaient le maire, un délégué du Conseil municipal, un délégué des parents, le curé ou le pasteur et, bien sûr, l'enseignant des élèves.
En France, l'instruction (à l'école, en institution ou en famille) ne devint obligatoire que onze années plus tard avec les lois de Jules Ferry (28 mars 1882) appliquées à la rentrée 1883. Elle ne s'étendait que jusqu'à treize ans mais on ne faisait pas de différence sur ce point entre garçons et filles.

## Précision
L'obligation scolaire, texte de 1871, ne doit pas être confondu juridiquement avec la question de la religion à l'école dans ces départements introduite par le Concordat de 1801, cette question étant détaillée dans l'article: Concordat en Alsace-Moselle.